# Rozdollea, Sînelnîkove
Rozdollea (în ucraineană Роздолля) este un sat în așezarea urbană Rozdorî din raionul Sînelnîkove, regiunea Dnipropetrovsk, Ucraina.

## Demografie
Componența lingvistică a localității Rozdollea
     Ucraineană (95,71%)
     Rusă (3,07%)
Conform recensământului din 2001, majoritatea populației localității Rozdollea era vorbitoare de ucraineană (95,71%), existând în minoritate și vorbitori de rusă (3,07%).